# گیمبریو
گیمبریو (‎/ɡeɪm.briːoʊ/‎؛ gaym-BREE-oh؛ سابقاً نت ایمرس تا سال ۲۰۰۳) یک موتور بازی است که توسط گیم بیس Co. , Ltd. و گیم بیس USA توسعه یافته‌است که مجموعه ای از ابزارها و افزونه‌ها از جمله کتابخانه زمان اجرا را در خود جای داده‌است. کتابخانه‌های زمان، از توسعه‌دهندگان بازی‌های ویدیویی برای عناوین بازی‌های چند پلتفرمی در ژانرهای مختلف پشتیبانی می‌کنند و به عنوان پایه‌ای برای Creation Engine عمل می‌کنند.

## تاریخ
نامریکال دیزان لیمیتت (NDL) در سال ۱۹۸۳ تأسیس شد و عمدتاً کار قراردادی را برای مشتریان دولتی و طراحی به کمک رایانه در بخش گرافیک رایانه انجام می‌داد، البته برخی از توسعه دهندگان بازی مانند Interactive Magic. این کار منجر به تولید موتور بازی نت ایمرس در سال ۱۹۹۷ شد که تا سال به گیمبریو تبدیل شد.
NDL در اوت ۲۰۰۵ در Emergent Game Technologies (EGT، تأسیس ۲۰۰۰، Butterfly.net تا می 2005) ادغام شد سپس نت ایمرس به گیمبریو LightSpeed تکامل یافت. در طول سال ۲۰۰۹، کارکنان توسعه گیمبریو کاهش یافت، و در ژوئیه ۲۰۱۰ دفتر مهندسی در چپل هیل، کارولینای شمالی بسته شد. در ۱۱ نوامبر ۲۰۱۰، دارایی‌های EGT، از جمله مالکیت معنوی آن (IP)، به‌طور کامل یا جزئی برای کسب پیشنهاد شد.
در دسامبر ۲۰۱۰، شرکت گیم‌بیس مستقر در کره، شریک قدیمی EGT، خرید دارایی‌ها و فناوری EGT را نهایی کرد و یک شرکت آمریکایی با سرمایه جدید به نام گیم بیس USA را تأسیس کرد. گیم بیس USA در منطقه Research Triangle Park در کارولینای شمالی مستقر است و بر توسعه مداوم موتور بازی گیمبریو تمرکز دارد. جدیدترین نسخه گیمبریو ۴٫۰ در مارس ۲۰۱۲ معرفی شد.

## امکانات
سیستم گیمبریو مجموعه ای از کتابخانه‌های مدولار C++ است. توسعه دهندگان بازی می‌توانند کتابخانه‌ها را ترکیب کرده و گسترش دهند تا موتور یک بازی خاص را تغییر دهند. طراحی گیمبریو بر رویکرد نمونه سازی سریع با هدف فرایند توسعه تکراری تأکید دارد.
موتور گیمبریو از چندین پلت فرم استقرار از جمله مایکروسافت ویندوز (دایرکت‌اکس ۶–۱۱)، Mac، آی‌اواس، اندروید، لینوکس (اوپن‌جی‌ال)، گیم‌کیوب، Wii، پلی‌استیشن (کنسول)، پلی‌استیشن ۲، پلی‌استیشن همراه، پلی‌استیشن ۳، پلی‌استیشن ۴، ایکس‌باکس (کنسول)، ایکس‌باکس ۳۶۰ و ایکس‌باکس وان پشتیبانی می‌کند. .
گیمبریو ۴٫۰ آخرین نسخه موتور است که برای ادغام سیستم اصلی گیمبریو با اسپین آف LightSpeed طراحی شده‌است.
گیمبریو توسط شرکت‌های متعددی در صنعت بازی استفاده می‌شود. در زیر نمونه ای از عناوینی که از موتور استفاده کرده‌اند آورده شده‌است:

### بازی‌های نت ایمرس
| بازی                             | سال  | بستر، زمینه)      | توسعه دهنده                     | ناشر                                       |
| -------------------------------- | ---- | ----------------- | ------------------------------- | ------------------------------------------ |
| عصر تاریک کملوت                  | ۲۰۰۱ | پنجره‌ها           | سرگرمی اسطوره ای                | بازی‌های جهانی Vivendi                      |
| The Elder Scrolls III: Morrowind | ۲۰۰۲ | ویندوز، ایکس باکس | Bethesda Softworks              | Ubisoft Entertainment                      |
| نیروی آزادی                      | ۲۰۰۲ | ویندوز، مک        | بازی‌های غیر منطقی               | هنرهای الکترونیک                           |
| فوتوراما                         | ۲۰۰۳ | ایکس باکس، PS2    | Unique Development Studios سوئد | Vivendi Universal Games , SCi Games        |
| Memorick: The Apprentice Knight  | ۲۰۰۴ | ایکس باکس         | میکرواید                        |                                            |
| شاهزاده ایرانی سه بعدی           | ۱۹۹۹ | ویندوز، Dreamcast | منظره ذهنی                      | Red Orb Entertainment , Mattel Interactive |
| Simon The Sorcerer 3D            | ۲۰۰۲ | پنجره‌ها           | Headfirst Productions           | نرم ماجراجویی                              |
| پیشتازان فضا: فرمانده پل         | ۲۰۰۲ | پنجره‌ها           | کاملاً بازی                      | اکتیویژن                                   |
| دنیای تتریس                      | ۲۰۰۱ | پنجره‌ها           | نرم‌افزار Blue Planet            | THQ                                        |
| باغ وحش Tycoon 2                 | ۲۰۰۴ | پنجره‌ها           | استودیوی بازی سازی مایکروسافت   |                                            |